# ضفاجيات
الضفاجيات أو ضفادع مطلية أو علاجيم القابلات (الاسم العلمي Alytidae)، فصيلة حيوانات درداء قازبة من الضفادع البدائية. معظمها في أوروبية الموطن، ولكن هناك أيضًا ثلاثة أنواع في شمال غرب إفريقيا، وأنواعًا كان يُعتقد سابقًا أنها انقرضت في فلسطين (توضيح).

## معرض صور

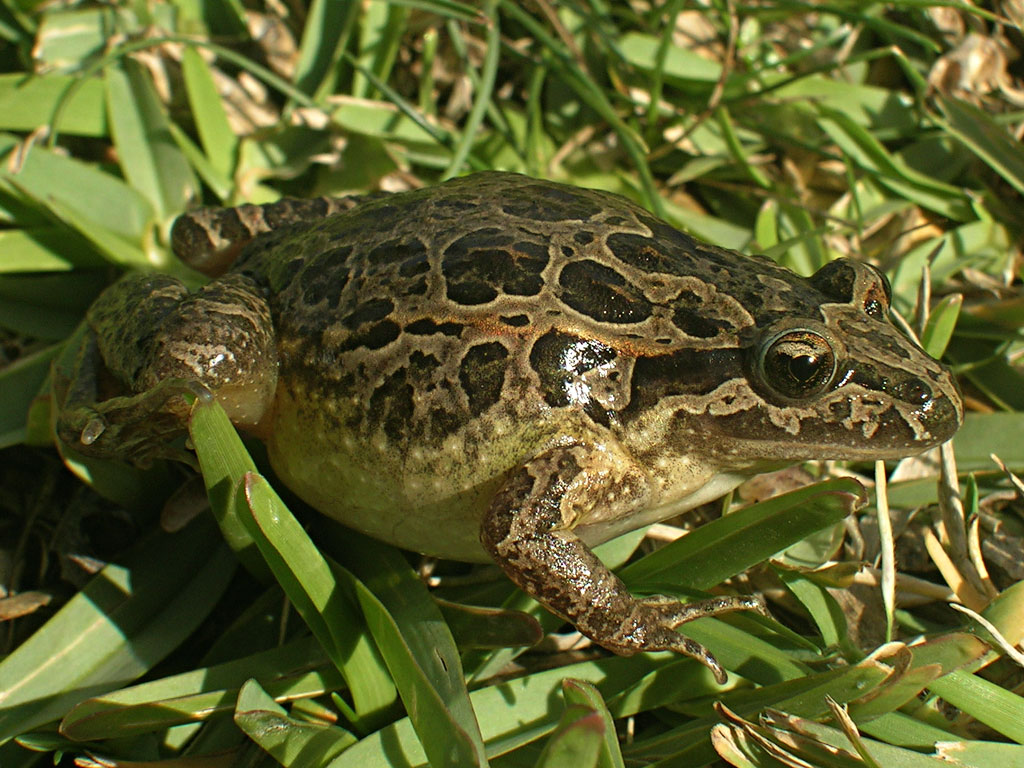
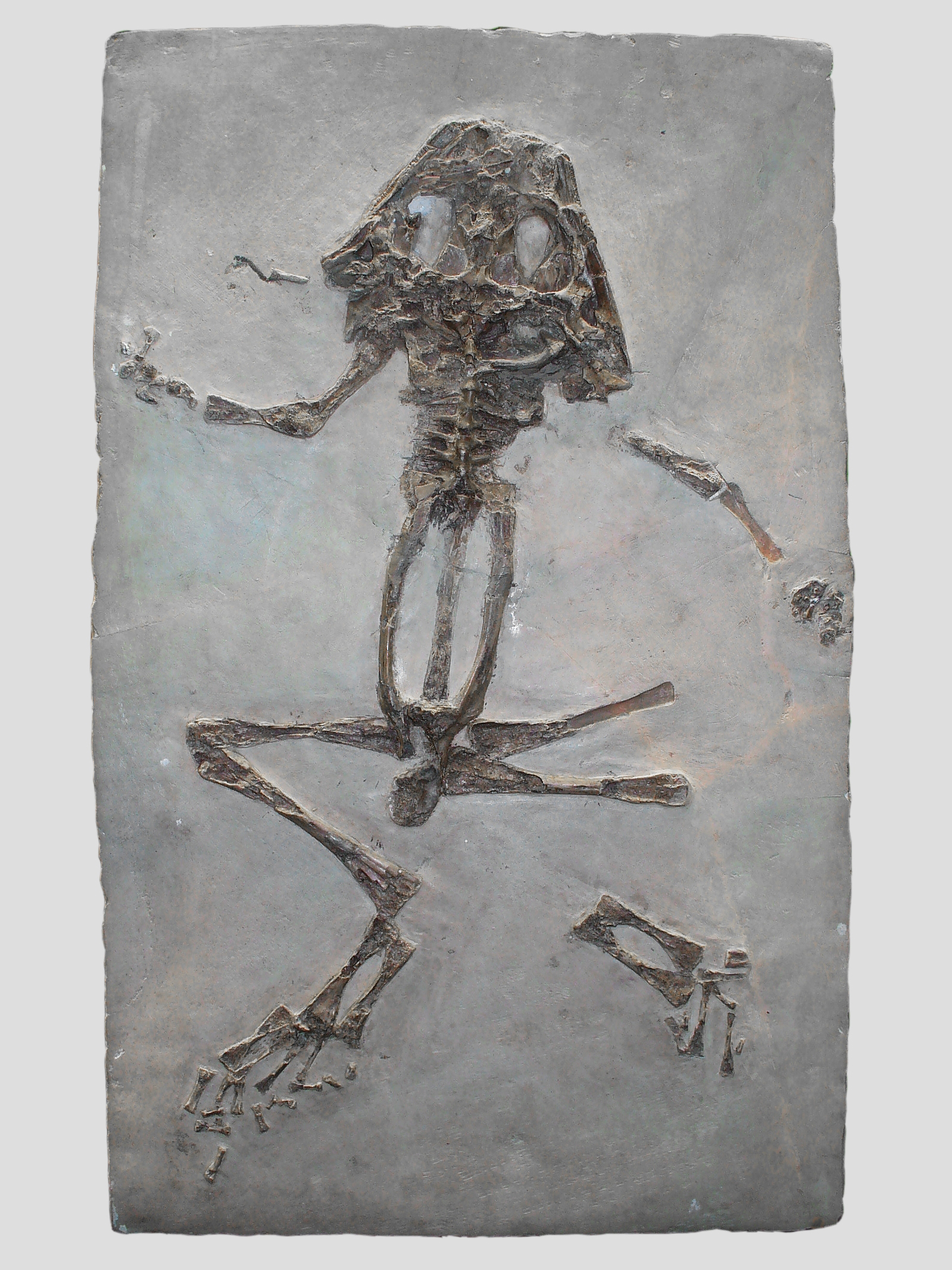
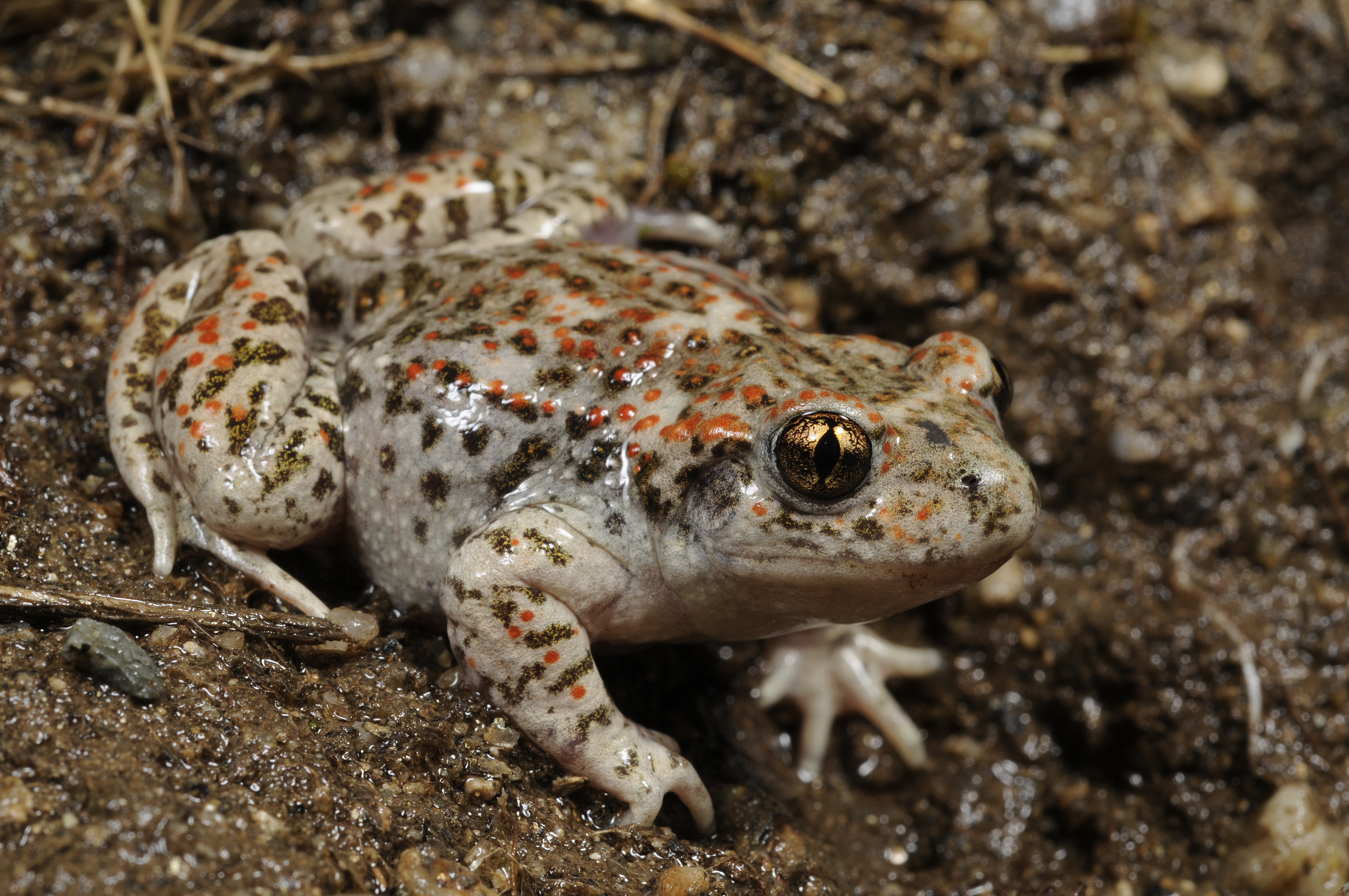